# Erg Admer
L'erg Admer est une vaste étendue de sables de 100 km de long sur 20 km de large située dans la wilaya d'Illizi dans le sud-est de l’Algérie. Localisé à l’ouest de Djanet, il prend naissance au centre du Tassili n'Ajjer, vers Essendilène et s'étend vers le sud pour rejoindre le Ténéré à la frontière nigérienne.
Des gisements d’industries lithiques ont été mis au jour, comme des bifaces datés de l'Acheuléen et de l’Atérien. À l'est de l'erg Admer se trouve l’oued Teghaghart qui abrite les Gravures rupestres de la vache qui pleure.